# 差额选举
差额选举是指候选人數多于应选人數的不等额选举。
在选举中实行差额选举有两种方式：
1. 正式选举直接采用候选人数多于应选人数行之；
2. 在正式选举前辦理预选，在預選時采用差额选举办法行之，产生候选人名单，然后进行正式选举。

## 中華人民共和國
中華人民共和國选举制度中目前為差额选举与等额选举并存。在中華人民共和國的語境下，朝向民主政治的差额选举趋势，企圖推進差额选举的科学化规范化制度化，而目前在党内选举中规范差额提名、差额选举來体现选举人意志是官方發展方向。
2014年9月人大法工委原副主任张春生說，中華人民共和國早期没差额选举主因经验不足，借鉴了苏联的选举制度，所以当时的选举之民主程度不如现在，而典型差異就是没有差额选举。1979年，中華人民共和國大幅修改选举法和地方组织法，在部份職位從等额选举改为差额选举。张春生認為差额选举有以下好處：
第一，差额选举给代表选择权；第二，给候选人一个压力；第三，给组织部门一个约束。
在中共以黨領政的政治思想下，差額制度被視爲中共選舉史上的重要里程，是跳出同額競選框框的必要。
差额选举在各个候选人之间形成相应的竞争，这一方面使得候选人调整自己的方针来迎合选民的需求以获得更多的选票，另一方面也为选民行使选举权提供了选择的余地。
差额选举是现今采用的主要选举方式，視為普遍选举的原則。